# دراما (اليونان)
دراما (باليونانية: Δράμα)‏، (بالإنجليزية: Drama)‏، وأيضاً تُلفظ (ذراما)، مدينة يونانية تقع في شمال شرق البلاد، وهي عاصمة مقاطعة دراما في منطقة مقدونيا الشرقية وتراقيا الإدارية. يبلغ عدد سكان المدينة حوالي 56.000 نسمة حسب تقديرات عام 2001.

## الموقع
تقع ذراما في سهل غني بالمياه عند أقدام جبل فالاكرو وعلى ارتفاع 115 م عن مستوى سطح البحر.

## التاريخ
تعود أولى آثار الاستيطان البشري في ذراما إلى الألف السادس قبل الميلاد، وهي عبارة عن آثار من العصر النيوليثي. أما في العصرين الإغريقي والروماني كانت المدينة تعرف باسم «درابيسكوس» كمحطة هامة على طريق إغناتيا والذي كان يربط روما بالقسطنطينية.
وفي العصر البيزنطي أصبحت تعرف باسم ذراما وتعود أقدم الوثائق التي تحمل هذا الاسم إلى العام 1172 م.  وكانت المدينة وقتها ضمن المنطقة الإدارية لفيليبي التي تقع على بعد 20 كيلومتر إلى الجنوب.
احتلها الأتراك العثمانيون عام 1383 م.  ومنذ ذلك الوقت أصبح في ذراما جالية مسلمة كبيرة بالإضافة إلى الأحياء المسيحية واليهودية.
عرفت المدينة نموا اقتصاديا هاما في القرن التاسع عشر نظرا لتوسع زراعة التبغ في السهول المحيطة بالمدينة.
حرر الجيش اليوناني هذه المدينة في عام 1913 بعد أكثر من 530 عام من السيطرة العثمانية، واكتسبت المينة طابعها اليوناني بعد سياسة الترحيل حسب اتفاقية لوزان عام 1923 حيث تم استبدال السكان الأتراك بيونانيي آسيا الصغرى.

## المعالم الأساسية
- سور المدينة البيزنطية: ويعود إلى القرن التاسع والعاشر بعد الميلاد وهو يحيط بالمدينة القديمة.
- كنيسة أيا صوفيا: ويعود تاريخ بنائها إلى القرن التاسع بعد الميلاد.
- حجرة تاكسيارخي (باليونانية: Ταξιαρχή): وتعود غلى بدايات العصر المسيحي في القرن الخامس بعد الميلاد.
- مياه أيَا ڤارڤارا: وهي حديقة عامة مليئة بالينابيع الطبيعية الجارية، إلى الجنوب منها يقع موقع أركاذيكوس والذي يعود للعصر النيوليثي.
- متحف ذراما الأركيولوجي: وهو يضم اللقى الأثرية من كل مقاطعة ذراما بدءا من العصر النيوليثي وحتى مرحلة السيطرة العثمانية.

## متفرقات
- منذ عام 1978 يقام في ذراما سنويا مهرجان عالمي للأفلام القصيرة.
- يعد نادي ذوكسا ذراماس أقدم نادي كرة قدم في المدينة ويعود تاريخ تأسيسه إلى عام 1918.
- لايوجد في ذراما جامعة ولكنها تحتوي على محطة لأبحاث التبغ ومعهد عالي للغابات.
- يعتمد اقتصاد المدينة على صناعة الورق والنسيج وأيضا زراعة التبغ، الغابات والسياحة البيئية.